# Емихо фон Флонхайм
Емихо фон Флонхайм (на немски: Emicho von Flonheim; † сл. 1108) е граф на Флонхайм, Лайнинген, замък Шмидтбург, Валдграф (Вилдграф) в днешен Рейнланд-Пфалц.

## Произход
Той е от франкси произход, вероятно роднина с род Емихони и е прапрародител на благородническия род Дом Лайнинген. Вероятно е роднина или е идентичен с Емихо VI/кръстоносец Емих (1076 – 1123 или 1086 – 1113), един от водещите кръстоносци от Германския кръстоносен поход 1096 г.
Емихо е син на граф Емихо фон Наегау († 5 май 1072) и съпругата му Кунигунда фон Щромберг († сл. 1072), дъщеря на Бертхолд, граф във Ветерау, Трехиргау, Майенфелд, Айнринг († сл. 1022). Внук е на граф Емихо фон Наегау († сл. 1019). Брат е на граф Бертхолд фон Щромбург († сл. 1090).
От 960 г. Флонхайм е седалище на Емихоните (по-късно „Графове фон Флонхайм“). Между 960 и 1065 г. са доказани без прекъсване графове с името Емих.

## Фамилия
Емихо се жени за Хицеха. Те имат децата:
- Герлах фон Флонхайм († сл. 1112), граф фон Флонхайм, Велденц и Лайнинген
- Емих I фон Лайнинген (* ок. 1054/1110 в Алт-Лайнинген; † 1117, убит в битка), граф в Лайнинген и Вормсгау, Наегау, женен за Албераде
- дъщеря фон Флонхайм, омъжена за Госвин фон Спонхайм, граф на Велденц, фогт на манастир Спонхайм (* ок. 1090; † сл. 1124)